# Фукуок (аеропорт)
 Міжнародний аеропорт Фукуок (в'єт. Sân bay quốc tế Phú Quốc або Cảng hàng không quốc tế Phú Quốc; англ. Phu Quoc International Airport) — в'єтнамський комерційний аеропорт, розташований у місті Зионгдонг (острів Фукуок, провінція К'єнзянг). Аеропорт здатний обслуговувати 7 млн пасажирів на рік. Аеропорт було відкрито 2 грудня 2012 року. Він замінив старий аеропорт.

## Загальні відомості
Аеропорт Фукуок знаходиться за 300 кілометрів від найбільшого у країні Міжнародного аеропорту Таншоннят, за 130 км від аеропорту Ратьзя, за 190 км від Міжнародного аеропорту Кантхо, за 200 км від аеропорту Камау і за 540 км від Міжнародного аеропорту Л'єнкхионг.
Основний пасажиропотік аеропорту становлять туристичні перевезення. Чотири рази на добу на літаках ATR 72 виконуються рейси у хошимінський міжнародний аеропорт Таншоннят, у святкові дні число рейсів на даному напрямі збільшується до 10-15 на день.
На початок ХХІ сторіччя туристична індустрія острова Фукуок розвивається швидкими темпами, відповідно постійно збільшується пасажиропотік через єдиний комерційний аеропорт острова, тому владою провінції було прийнято план з будівництва нового міжнародного аеропорту на острові Фукуок, вартість робіт за яким оцінюється у 970 млн доларів США. Інфраструктура нового аеропорту буде розміщуватися на території 8 км². В експлуатацію планується ввести злітно-посакову смугу розмірами 3000х50 метрів, здатну приймати пасажирські лайнери класу Airbus A320. Максимальна пропускна здатність нового аеропорту на першому етапі становитиме 7 млн пасажирів на рік.

## Авіакомпанії та напрямки
Наразі з аеропорту літають регулярні рейси за такими напрямками:
- Vietnam Airlines: Ханой, Хошимін, Кантхо, Ратьзя
- Air Mekong: Ханой, Хошимін
- VietJet Air: Хошимін